# Philippe Georget
Pour les articles homonymes, voir Georget.
Philippe Georget, né le 27 août 1963, est un écrivain français, auteur de roman policier.

## Biographie
(septembre 2018).
Si vous disposez d'ouvrages ou d'articles de référence ou si vous connaissez des sites web de qualité traitant du thème abordé ici, merci de compléter l'article en donnant les références utiles à sa vérifiabilité et en les liant à la section « Notes et références ».
Né à Épinay sur Seine, Philippe Georget a grandi dans les Yvelines puis dans le Loiret. Licencié en histoire, il passe au CUEJ de Strasbourg une maîtrise de journalisme (1988).
Après des débuts à Radio-France et quelques collaborations au Guide du Routard, il s'oriente vers la télévision. Embauché en 1995 à France-3-Centre, il est muté en 2010 à la Locale de Perpignan.
En 2009, il sort son premier roman policier, L'Eté tous les chats s'ennuient (Editions Jigal) pour lequel il obtient notamment le prix SNCF du polar. Depuis ce premier livre, il est traduit aux États-Unis, en Italie et en Allemagne. Gilles Sebag, son personnage récurrent est un flic paresseux, intuitif et papa-poule. Il est lieutenant de police au commissariat de Perpignan. C'est d'ailleurs dans le pays catalan français que Philippe Georget situe l'action d'un roman sur deux (L'Eté, tous les chats s'ennuient ; Les Violents de l'Automne ; Méfaits d'Hiver et Une Ritournelle ne fait pas le printemps). Le Paradoxe du Cerf-volant en revanche se situe à Paris, Tendre comme les pierres en Jordanie et Amère Méditerranée sur une île imaginaire entre l'Europe et l'Afrique.

## Œuvre

### Romans
- L'été tous les chats s'ennuient, Éditions Jigal, coll. « Polar » (2009)  (ISBN 978-2-914704-60-1), réédition Pocket, coll. « Presses-Pocket » no 15115 (2012)  (ISBN 978-2-266-22210-5)
- Le Paradoxe du cerf-volant, Éditions Jigal, coll. « Polar » (2011)  (ISBN 978-2-914704-75-5), réédition Pocket, coll. « Presses-Pocket » no 16372 (2015)  (ISBN 978-2-266-26010-7)
- Les Violents de l'automne, Éditions Jigal, coll. « Polar » (2012)  (ISBN 978-2-914704-88-5), réédition Pocket, coll. « Presses-Pocket » no 15116 (2014)  (ISBN 978-2-266-22211-2)
- Tendre comme les pierres, Éditions Jigal, coll. « Polar » (2014)  (ISBN 979-10-92016-15-4)
- Méfaits d'hiver, Éditions Jigal, coll. « Polar » (2015)  (ISBN 979-10-92016-51-2)
- Amère Méditerranée, Editions In8 2017
- Une Ritournelle ne fait pas le printemps, Éditions Jigal, coll. « Polar » (2019)

## Prix et récompenses

### Prix
- Prix SNCF du polar 2011 pour L'été tous les chats s'ennuient[1]
- Prix du premier roman policier de la ville de Lens 2011 pour L'été tous les chats s'ennuient[2]
- Prix des Vendanges littéraires de Rivesaltes 2011 pour Le Paradoxe du cerf-volant
- Prix de l'Embouchure 2013 pour Les Violents de l'automne[3],[4]
- Prix Méditerranée Roussillon 2016 pour Méfaits d'hiver[5]
- Prix EuroPolar des Bibliothèques de la Ville d'Argenteuil 2017 pour Le Paradoxe du cerf-volant

### Nominations
- Prix Sang pour Sang Polar 2010 pour L'été tous les chats s'ennuient[6]
- Prix Arsène Lupin 2010 pour L'été tous les chats s'ennuient[7]
- Prix Polar 2010 pour L'été tous les chats s'ennuient[7]